# Antonio Sementa
Antonio Sementa (ur.  1968) – włoski brydżysta z tytułem World Grand Master w kategorii Open (WBF) oraz European Grand Master i European Champion w kategoriach Open i Juniors (EBL).
Jego stałym partnerem jest Giorgio Duboin.

## Wyniki brydżowe

### Olimpiady
Na olimpiadach uzyskał następujące rezultaty:
| Olimpiady brydżowe. Zawody teamów | Olimpiady brydżowe. Zawody teamów | Olimpiady brydżowe. Zawody teamów    | Olimpiady brydżowe. Zawody teamów | Olimpiady brydżowe. Zawody teamów | Olimpiady brydżowe. Zawody teamów |
| Rok                               | Miejsce                           | Zawody                               | Kategoria                         | Drużyna                           | Pozycja                           |
| --------------------------------- | --------------------------------- | ------------------------------------ | --------------------------------- | --------------------------------- | --------------------------------- |
| 2012                              | Lille                             | 2. Olimpiada Sportów Umysłowych      | Open                              | Italy                             | 5                                 |
| 2008                              | Pekin                             | 1. Olimpiada Sportów Umysłowych      | Open                              | Italy                             | 1                                 |
| 1999                              | Lozanna                           | 2. Mistrzostwa o Wielką Nagrodę MKOL | Open                              | Italy                             | 1                                 |

### Zawody światowe
W światowych zawodach zdobył następujące lokaty:
| Mistrzostwa Świata. Konkurencja teamów | Mistrzostwa Świata. Konkurencja teamów | Mistrzostwa Świata. Konkurencja teamów   | Mistrzostwa Świata. Konkurencja teamów | Mistrzostwa Świata. Konkurencja teamów | Mistrzostwa Świata. Konkurencja teamów |
| Rok                                    | Miejsce                                | Zawody                                   | Kategoria                              | Drużyna                                | Pozycja                                |
| -------------------------------------- | -------------------------------------- | ---------------------------------------- | -------------------------------------- | -------------------------------------- | -------------------------------------- |
| 2013                                   | Nusa Dua                               | 41. Mistrzostwa Świata Teamów            | Open                                   | Italy                                  | 1                                      |
| 2011                                   | Veldhoven                              | 40. Mistrzostwa Świata Teamów            | Open                                   | Italy                                  | 3                                      |
| 2010                                   | Filadelfia                             | 13. Seria Mistrzostw Świata              | Open                                   | Lavazza                                | 9                                      |
| 2009                                   | São Paulo                              | 39. Mistrzostwa Świata Teamów            | Trans                                  | Italy                                  | 2                                      |
| 2007                                   | Szanghaj                               | 38. Mistrzostwa Świata Teamów            | Trans                                  | Lavazza                                | 12                                     |
| 2006                                   | Werona                                 | 12. Mistrzostwa Świata                   | Open                                   | Angelini                               | 33                                     |
| 2002                                   | Montreal                               | 11. Mistrzostwa Świata                   | Open                                   | Angelini                               | 33                                     |
| 1998                                   | Lille                                  | 10. Mistrzostwa Świata                   | Open                                   | Angelini                               | 1                                      |
| 1995                                   | Pekin                                  | 32. Mistrzostwa Świata Teamów            | Open                                   | Italy                                  | 11                                     |
| 1994                                   | Albuquerque                            | 9. Mistrzostwa Świata                    | Open                                   | Mosca                                  | 5                                      |
| 1993                                   | Aarhus                                 | 4. Młodzieżowe Mistrzostwa Świata Teamów | Juniorzy                               | Italy                                  | 7                                      |

| Mistrzostwa Świata. Konkurencja par | Mistrzostwa Świata. Konkurencja par | Mistrzostwa Świata. Konkurencja par | Mistrzostwa Świata. Konkurencja par | Mistrzostwa Świata. Konkurencja par | Mistrzostwa Świata. Konkurencja par |
| Rok                                 | Miejsce                             | Zawody                              | Kategoria                           | Partner                             | Pozycja                             |
| ----------------------------------- | ----------------------------------- | ----------------------------------- | ----------------------------------- | ----------------------------------- | ----------------------------------- |
| 2006                                | Werona                              | 12. Mistrzostwa Świata              | Open                                | Giovanni Delfino                    | 116                                 |
| 2002                                | Montreal                            | 11. Mistrzostwa Świata              | Miksty                              | Monica Cuzzi                        | 72                                  |
| 1998                                | Lille                               | 10. Mistrzostwa Świata              | Open                                | Alfredo Versace                     | 26                                  |

| Mistrzostwa Świata. Konkurencja indywidualna | Mistrzostwa Świata. Konkurencja indywidualna | Mistrzostwa Świata. Konkurencja indywidualna | Mistrzostwa Świata. Konkurencja indywidualna | Mistrzostwa Świata. Konkurencja indywidualna | Mistrzostwa Świata. Konkurencja indywidualna |
| Rok                                          | Miejsce                                      | Zawody                                       | Kategoria                                    | Pozycja                                      |                                              |
| -------------------------------------------- | -------------------------------------------- | -------------------------------------------- | -------------------------------------------- | -------------------------------------------- | -------------------------------------------- |
| 2004                                         | Werona                                       | 6. Indywidualne Mistrzostwa Świata           | Open                                         | 4                                            |                                              |
| 2000                                         | Ateny                                        | 5. Indywidualne Mistrzostwa Świata           | Open                                         | 1                                            |                                              |

### Zawody europejskie
W europejskich zawodach zdobył następujące lokaty:
| Zawody europejskie. Konkurencja teamów | Zawody europejskie. Konkurencja teamów | Zawody europejskie. Konkurencja teamów    | Zawody europejskie. Konkurencja teamów | Zawody europejskie. Konkurencja teamów | Zawody europejskie. Konkurencja teamów |
| Rok                                    | Miejsce                                | Zawody                                    | Kategoria                              | Drużyna                                | Pozycja                                |
| -------------------------------------- | -------------------------------------- | ----------------------------------------- | -------------------------------------- | -------------------------------------- | -------------------------------------- |
| 2013                                   | Opatija                                | 12. Puchar Europy                         | Open                                   | G.S. Allegra - Italy                   | 1                                      |
| 2012                                   | Ejlat                                  | 11. Puchar Europy                         | Open                                   | G.S. Allegra - Italy                   | 1                                      |
| 2012                                   | Dublin                                 | 51. Mistrzostwa Europy Teamów             | Open                                   | Italy                                  | 3                                      |
| 2011                                   | Bad Honnef                             | 10. Puchar Europy                         | Open                                   | Allegra - Italy                        | 1                                      |
| 2010                                   | Ostenda                                | 50. Mistrzostwa Europy Teamów             | Open                                   | Italy                                  | 1                                      |
| 2009                                   | Paryż                                  | 8. Puchar Europy                          | Open                                   | Allegra - Italy                        | 7                                      |
| 2009                                   | San Remo                               | 4. Otwarte Mistrzostwa Europy             | Open                                   | Lavazza                                | 97                                     |
| 2009                                   | San Remo                               | 4. Otwarte Mistrzostwa Europy             | Miksty                                 | Lavazza                                | 9                                      |
| 2008                                   | Pau                                    | 49. Mistrzostwa Europy Teamów             | Open                                   | Italy                                  | 5                                      |
| 2007                                   | Antalya                                | 3 Otwarte Mistrzostwa Europy              | Miksty                                 | Emre                                   | 9                                      |
| 2006                                   | Rzym                                   | 5. Puchar Europy                          | Open                                   | Parioli - Italy                        | 4                                      |
| 2005                                   | Bruksela                               | 4. Puchar Europy Teamów                   | Open                                   | Parioli - Italy                        | 1                                      |
| 2004                                   | Barcelona                              | 3. Puchar Europy                          | Open                                   | Parioli - Italy                        | 1                                      |
| 2003                                   | Rzym                                   | 2. Puchar Europy                          | Open                                   | Parioli - Italy                        | 1                                      |
| 2003                                   | Mentona                                | 1. Otwarte Mistrzostwa Europy             | Open                                   | Angeli-Bov                             | 71                                     |
| 2002                                   | Salsomaggiore                          | 46. Mistrzostwa Europy Teamów             | Open                                   | Italy                                  | 1                                      |
| 2000                                   | Bellaria                               | 6. Mistrzostwa Europy Mikstów             | Miksty                                 | Sementa A.                             | 77                                     |
| 1995                                   | Vilamoura                              | 42. Mistrzostwa Europy Teamów             | Open                                   | Italy                                  | 1                                      |
| 1992                                   | Paryż                                  | 13. Młodzieżowe Mistrzostwa Europy Teamów | Juniorzy                               | Italy                                  | 1                                      |

| Zawody europejskie. Konkurencja par | Zawody europejskie. Konkurencja par | Zawody europejskie. Konkurencja par | Zawody europejskie. Konkurencja par | Zawody europejskie. Konkurencja par | Zawody europejskie. Konkurencja par |
| Rok                                 | Miejsce                             | Zawody                              | Kategoria                           | Partner                             | Pozycja                             |
| ----------------------------------- | ----------------------------------- | ----------------------------------- | ----------------------------------- | ----------------------------------- | ----------------------------------- |
| 2007                                | Antalya                             | 3. Otwarte Mistrzostwa Europy       | Miksty                              | Christal Henner-Welland             | 175                                 |
| 2002                                | Ostenda                             | 7. Mistrzostwa Europy Mikstów       | Mikst                               | Emanuela Calandra                   | 234                                 |
| 2000                                | Bellaria                            | 6. Mistrzostwa Europy Mikstów       | Mikst                               | Marc Tempestini                     | 238                                 |
| 1998                                | Akwizgran                           | 5. Mistrzostwa Europy Mikstów       | Mikst                               | Marc Tempestini                     | 117                                 |
| 1997                                | Haga                                | 9. Mistrzostwa Europy Par           | Open                                | Maurizio Pattacini                  | 33                                  |
| 1995                                | Rzym                                | 8. Mistrzostwa Europy Par           | Open                                | Maurizio Pattacini                  | 3                                   |
| 1991                                | Montecatini                         | 6. Mistrzostwa Europy Par           | Open                                | Maurizio Sementa                    | 49                                  |
| 1989                                | Salsomaggiore                       | 5. Mistrzostwa Europy Par           | Open                                | Giovanni Bobbio                     | 129                                 |

## Klasyfikacja
- Antonio Sementa – klasyfikacja WBF (ang.)
- Antonio Sementa – klasyfikacja EBL (ang.)